# Тейлз
Майлз Пра́уэр (яп. マイルス・パウアー Майрусу Пауа:, англ. Miles Prower), более известный как Тейлз (яп. テイルス Тэйрусу, англ. Tails — «Хвостатый», в официальном русском руководстве пользователя к игре Sonic Generations — «Хвостатик», в русской версии Sonic The Hedgehog 2 — «Хвостик») — персонаж видеоигр, мультфильмов и комиксов серии Sonic the Hedgehog. «Miles Prower» является игрой слов, так как образовано от словосочетания «miles per hour» (рус. миль в час). Представляет собой молодого антропоморфного лиса с двумя хвостами (явный намёк на кицунэ), позволяющими ему летать.
Дебют Тейлза состоялся в игре Sonic the Hedgehog 2 для Sega Master System и Sega Game Gear и в Sonic the Hedgehog 2 для Sega Mega Drive в качестве игрового персонажа.

## Разработка персонажа
Персонаж был создан главным художником и дизайнером уровней в Sonic Team Ясуси Ямагути. Он придумал двухвостого лисёнка для внутреннего конкурса на лучшего персонажа-друга главного героя. Он выиграл конкурс, но Sonic Team решила переименовать персонажа из «Майлз» в «Тейлз». Ямагути пошёл на компромисс. Он сделал кличку «Майлз» настоящим именем, а «Тейлз» — прозвищем. Так образовалось полное имя персонажа — Майлз «Тейлз» Прауэр. В мультсериалах Adventures of Sonic the Hedgehog и Sonic the Hedgehog шерсть была у него коричневого цвета, а не жёлтого.
В дальнейшем при разработке Sonic Adventure дизайн лиса был переработан Юдзи Уэкавой, который сделал его стройнее и выше ростом.

## Общая информация
В начале Тейлз был фанатом Соника, им же спасённым. Благодаря долгим тренировкам, Тейлз научился бегать практически столь же быстро, как Соник, вращая своими двумя хвостами как пропеллером. В конечном счёте Соник и Тейлз стали лучшими друзьями. Он — также один из самых быстрых персонажей в серии, наряду c Наклзом, уступая в скорости лишь Сонику. Друзья Тейлза: ёж Соник, ехидна Наклз, Эми Роуз, крольчиха Крим и барсучиха Стикс.

### Характер
Тейлз — скромный добродушный лисёнок. Как давний друг Соника, он восхищается им и мечтает стать таким как он. Хотя ему не хватает храбрости, он хочет доказать всем, что на него можно положиться. Он любит мятные конфеты, работать c машинами и летательными аппаратами. Страдает бронтофобией (боязнью грома и молний) и имеет склонность к прогулкам.
Тейлз был описан как механический гений и соперник доктора Эггмана, однако ему ещё предстоит реализовать свой потенциал. Где-то внутри него таится настоящий герой, и Тейлзу предстоит его открыть. Также у него есть способность вращать два своих хвоста как пропеллер, что позволяет угнаться за Соником, однако в полёте он быстро устаёт.

### Способности
Так же, как и многие другие персонажи серии, Тейлз может делать так называемый Spin Dash, то есть разгоняться на месте. Тейлз также не лишён и собственных способностей, присущих только ему. Например, вращение хвостами. В Sonic Adventure есть возможность получить апгрейд «Rhytm badge», позволяющий Тейлзу делать непрерывное вращение хвостами. В Sonic Heroes, он, как летающий член команды, обучается атаке под названием Thunder Shoot, посредством которой он может электрически заряжать Соника и Наклза, равно как и использовать её против врагов. Он также может хорошо плавать — способность, которой так не достаёт Сонику.
В Sonic 3 & Knuckles (совместное использование картриджей Sonic the Hedgehog 3 и Sonic & Knuckles посредством использования технологии «Lock-On») для Mega Drive/Genesis у Тейлза впервые появляется возможность обрести супер-форму путём сбора семи Изумрудов Хаоса и семи Супер Изумрудов. В качестве Супер Тейлза он неуязвим, но не может прыгать так высоко, как Супер Соник. У него появляются спутники: четыре золотисто-жёлтые птички Флики, летающие над головой Тейлза и неустанно следующие за ним. Но в игре Sonic Heroes вместе с Соником и Наклзом, Тейлз превращается в Супер Тейлза только с семью Изумрудами Хаоса и без сопровождения Флики. Эта способность появляется и в Sonic Mania, как и в Sonic 3 & Knuckles, однако здесь лисёнка так же, как и в Heroes, лишили его спутников и не требуются Супер Изумруды.
Также у Тейлза есть ещё одна супер-форма, упомянутая только в комиксах — Турбо Тейлз. Он выглядит также, как обычный Тейлз, но с красным плащом. Турбо Тейлз может летать без применения хвостов и может контролировать огромное количество энергии (Хаос-контроль).

## История
Впервые Тейлз появился в игре Sonic the Hedgehog 2. Встретив ежа Соника, лисёнок изумился его скоростным возможностям и начал следовать за ним. Вскоре Соник и Тейлз стали лучшими друзьями, и лис стал появляться во всех следующих играх. Тейлз во многих играх показывал себя с разгонного ракурса.
В двухмерных играх на Mega Drive/Genesis его характер не был раскрыт так подробно, как в Sonic Adventure. Он довольно замкнут, но является гениальным лисёнком. В последующих играх лис стал более уверенным в себе, а также заметно рос его интеллект. Например, в Sonic Adventure 2 он переделывает свой самолёт в машину, которая позволяет ходить по земле. Также Тейлз не скрывает свой механический потенциал в таких играх, как Sonic Rush Adventure или Sonic Chronicles: The Dark Brotherhood и т. д.
В мультфильме Adventures of Sonic the Hedgehog встреча лисёнка с Соником была другая. Он искал свою семью, и принимал птиц за родственников, несмотря на то, что не летает. Позже он встретился с Соником, и тот стал его названым старшим братом. Также лисёнку не нравилось его имя — Майлз, и Соник стал называть его Тейлзом.
Тейлз является одним из немногих персонажей, который пользуется огнестрельным оружием (бортовые орудия и пулемёты самолётов «Торнадо»). Кроме того, лисёнок является очень важным персонажем в мире Sonic the Hedgehog: без его поддержки Соник потерпел бы много поражений. Геймплей Тейлза даёт игроку много новых возможностей, которые чаще всего воодушевляют и придают чувство свободы.
В серии есть три проекта-ответвления с участием Тейлза в главной роли: Tails’ Skypatrol, Tails Adventure и Tails and the Music Maker. От основной линейки игр Sonic the Hedgehog они отличаются игровым процессом.
Кроме игр, Майлз Прауэр появляется в мультфильмах Adventures of Sonic the Hedgehog, Sonic the Hedgehog, Sonic Boom, аниме Sonic the Hedgehog: The Movie и Sonic X, и комиксах от компаний Archie и Fleetway. В фильме «Соник в кино» он появился лишь в качестве камео в средней сцене титров, где он выходит из портала и отправляется на поиски Соника; полноценную же роль Тейлз получил в сиквеле.

## Музыкальные темы
- Тема Тейлза в играх Sonic Adventure и Sonic Adventure 2 — «Believe In Myself». В Sonic Adventure песню исполнила Кэрен Брэйк (в Sonic and the Black Knight встречается инструментальная версия этой песни), а в Sonic Adventure 2 — Каз Силвер.
- В игре Sonic Heroes тема Тейлза, Соника и Наклза — «We Can» в исполнении Теда Поли и Тони Харнелла. Про Тейлза поётся в строчке: «Tails keeps us flying high to stay out of trouble».
- В игре Sonic Riders инструментальная тема Тейлза, а также Соника и Наклза — «High Flying Groove».
- В игре Sonic Riders: Zero Gravity их же музыкальная тема — «Un-gravity».

## Отзывы критиков
Согласно официальному опросу, проведённому в 2006 году, Тейлз занимает третье место по популярности среди персонажей серии Sonic the Hedgehog. Electronic Gaming Monthly назвал его «Лучшим новым персонажем» за 1992 год, заявив при этом что, «он не такой милый как Соник, но на самом деле служит одной из основных целей в игре». В 2011 году ScrewAttack поместил его на первое место среди помощников персонажей компьютерных игр. Редактор IGN Лукас М. Томпсон причислил Тейлза к персонажам из серии Sonic the Hedgehog, которых он хотел бы включить в игру Super Smash Bros. Brawl, ссылаясь на его значение в серии и его способности.
Тем не менее, другой редактор IGN, Колин Мориарти, поместил Тейлза, наряду со всеми другими персонажами серии, кроме Соника и Доктора Роботника, на 2-е место в списке «Персонажей компьютерных игр, которые должны умереть». GameDaily в своём списке «25 игровых архетипов» сослался на Тейлза как пример «раздражающего помощника». Cracked.com поместил его на 14-е место среди «15 самых раздражающих персонажей компьютерных игр», сказав, что его амбиции намного перевешивают его способности. PALGN в похожем рейтинге удостоил Тейлза первого места. GamesRadar раскритиковал персонажа, заявив, что «начиная как тихий приятель, не имеющий роли в Sonic 2, он превратился в одного из многочисленных ужасных помощников, задушивших франшизу».